# Seria 151 ČD
Řada 151 ČD – lokomotywa elektryczna przebudowana w latach 1992–2002 dla kolei czeskich z elektrowozu serii 150. Zostało przebudowanych trzynaście elektrowozów. Lokomotywy elektryczne prowadzą międzynarodowe ekspresowe pociągi pasażerskie kursujące po zelektryfikowanych liniach kolejowych.